# Tnu'a le-hitchadšut cijonit chevratit
Tnu'a le-Hitchadšut Cijonit Chevratit (hebrejsky: גשר – תנועה להתחדשות ציונית חברתית; doslova Hnutí za obnovu sociálního sionismu) byla izraelská politická strana existující krátce v polovině 80. let 20. století.

## Okolnosti vzniku a ideologie strany
Vznikla 6. června roku 1983, když se ministr bez portfeje a poslanec Knesetu Mordechaj Ben Porat odtrhl od poslaneckého klubu strany Telem (další poslanec za Telem, Jig'al Hurvic, založil vlastní politickou formaci nazvanou Rafi-Rešimat mamlachtit - později Omec).
Ve volbách do Knesetu roku 1984 strana Tnu'a le-hitchadšut cijonit chevratit kandidovala, ale nezískala potřebný počet hlasů pro přidělení mandátu (jen 5876 hlasů, 0,3 %) a v následujícím období zanikla. Mordechaj Ben Porat pak v roce 1988 přestoupil do Likudu, ale poslancem již se nestal.